# Cătălin Cîrjan
Cătălin Ionuț Cîrjan (n. 1 decembrie 2002, Domnești, România) este un fotbalist român, care joacă pe post de mijlocaș la Dinamo București în SuperLiga României. Pe plan internațional, are prezențe la națională pentru România Sub-21.

## Cariera de jucător

### Juniorat și debutul la seniori
Cîrjan a făcut parte din echipa de tineret a clubului Viitorul Domnești, înainte de a se muta la clubul Arsenal din Premier League în iulie 2019.
Accidentările grave la genunchi în timpul petrecut la Londra i-au încetinit dezvoltarea timp de peste un an. Pe 24 mai 2022, însă, a fost anunțat că Cîrjan a fost de acord cu un nou contract cu Arsenal. După apariția sa într-un amical cu Boreham Wood, Cîrjan a avut parte de o pauză de 480 de zile până la prezența într-un nou meci al echipei sub 21 de ani a clubului londonez, în august 2022. În luna următoare, a reluat antrenamentele cu prima echipă a clubului.
La 23 iunie 2023, Cîrjan a fost împrumutat pentru un an la clubul Liga I Rapid București. El a debutat ca senior într-un egal fără goluri în campionatul României cu Sepsi OSK pe 14 iulie. În timpul perioadei sale, Cîrjan a fost titular în doar șapte din 17 apariții în Liga I și nu a marcat niciun gol.
În vara lui 2024, Cîrjan a părăsit Arsenal la expirarea contractului.

### Dinamo București
La 13 iunie 2024, Cîrjan a semnat un contract pentru trei ani cu Dinamo București, fiindu-i atribuit tricoul cu numărul 10. A marcat la debut pe 14 iulie, într-o înfrângere cu 2-3 în deplasare în Liga I cu CFR Cluj. A marcat din nou o săptămână mai târziu, într-o victorie cu 4-1 pe teren propriu în fața Petrolul Ploiești.
Ca urmare a începutului său eficient de sezon, Cîrjan a fost desemnat Jucătorul lunii pentru iulie 2024 de site-ul Gazeta Sporturilor.

### Echipa națională
Cîrjan a debutat la Echipa națională a României sub-21 de ani în septembrie 2023, într-un meci contra Albaniei.